# Suge Knight
Marion Hugh Knight, Jr. (Compton, 19 de abril de 1965), mais conhecido como “Suge Knight”, é um empresário da indústria musical do hip-hop, co-fundador e ex-CEO da Death Row Records,  também tido como o idealizador no nome do selo, conforme dito em sua entrevista para a revista Vibe Magazine. Sua gravadora chegou a dominar as paradas após o lançamento do álbum de estreia de Dr. Dre, The Chronic, em 1992.
Após vários anos dominando as paradas com artistas de sucesso que incluíam 2Pac, Dr. Dre, Snoop Dogg, Tha Dogg Pound, Michel’Le, Nate Dogg e Tha Eastsidaz, a Death Row estagnou após a prisão de Knight por violação de condicional, em Setembro de 1996.
Em setembro de 2018, Knight se declarou culpado de homicídio culposo voluntário em um atropelamento fatal em 2015. A condenação de Knight, juntamente com seus crimes anteriores, acionou a lei dos três strikes da Califórnia. Ele foi sentenciado a 28 anos de prisão e tem direito à liberdade condicional em outubro de 2034, quando completará 69 anos.

## Juventude
Seu nome de rua, “Suge”, deriva de “Sugar Bear” (Ursinho), um apelido de infância de Knight. Na escola, ele foi um excelente aluno e atleta, o que o rendeu uma bolsa de estudos para praticar futebol americano na Universidade de Nevada em Las Vegas, onde ele jogou no time da universidade por vários anos.
Após ter se formado na escola, ele jogou profissionalmente para os Los Angeles Rams, como jogador reserva durante a temporada de 1987 da NFL. Mais tarde, ele trabalhou como divulgador de eventos e segurança para várias celebridades, incluindo Bobby Brown. Os problemas de Suge com a lei começaram em 1987, quando ele enfrentou acusações de roubo de carros, porte ilegal de armas e tentativa de assassinato, das quais ele recebeu sursis.
Dois anos depois ele formou seu próprio selo musical e, supostamente, fez sua fortuna coagindo o músico Vanilla Ice a ceder royalties do seu sucesso “Ice Ice Baby” devido ao material que ele supostamente teria sampleado de artistas do selo de Knight. A história contada por Ice diz que Knight o segurou pelos tornozelos da sacada do vigésimo andar de um hotel, além de obrigá-lo a beber sua própria urina. Knight, mais tarde, decolou com sua companhia de agenciamento de artistas e teve sob sua influencia importantes artistas da cena hip-hop da Costa Oeste, como The D.O.C., DJ Quik e Sam Sneed.
Através dos membros originais do grupo N.W.A. - precursor do Gangsta rap ele conheceu diversos rappers associados a esse grupo. Em 1993, Suge teria um filho, Andrew, nascido em 19 de abril, dia de seu aniversário. Andrew atualmente vive com sua mãe, chamada Tia, na Região da Grande Los Angeles. Seu outro filho, Taj, atualmente vive em Atlanta, com sua mãe Davina Barnes. Mais recentemente, Suge teve uma filha com a cantora de R&B Michel’Le.

## Carreira

### Death Row Records
Dr.Dre, membro do grupo N.W.A., queria se desatar do grupo e de seu selo, Ruthless Records, dirigido por Eazy-E, também membro do grupo, entretanto havia um contrato prendendo Dre a ambos. O processo de negociação envolveu Suge, que “negociou” a liberação contratual usando armas de fogo e tacos de beisebol, segundo Jerry Heller, o gerente da Ruthless Records e ex-empresário do grupo. Dr.Dre, juntamente com Suge, então, fundou a Death Row Records, e, notoriamente, prometeu fazer da mesma “a Motown dos anos ’90”.
Durante um certo tempo, Knight teve êxito em suas ambições: Ele firmou um contrato com a distribuidora Interscope e o álbum de estreia de Dr.Dre The Chronic, se tornou um dos álbuns de rap mais influentes de todos os tempos. O álbum também colocou em evidência o protegido de Dre, Snoop Doggy Dogg, cujo álbum de estreia “Doggystyle”, foi também um arrasa-quarteirão em 1993. O estilo G-Funk se tornou uma marca do estilo de produção de Dr. Dre e tomou de assalto a cena Hip-Hop. O nome Death Row se tornou um refrão entre os fãs do gangsta rap, e mesmo seus lançamentos de menor importância tiveram uma ótima vendagem. Entretanto, Knight continuava sendo um alvo constante de controvérsia: durante as gravações do álbum “The Chronic”, ele foi preso por agredir dois jovens rappers que, supostamente, usaram um telefone sem permissão, e foi posto sob sursis durante alguns anos.
No meio tempo, a Death Row se envolveu publicamente em uma rixa com o rapper Luther Campbell, do grupo 2 Live Crew. Quando Knight viajou para Miami, em 1993, como convidado de uma convenção de Hip-Hop, testemunhas alegam tê-lo visto carregando uma arma. No ano seguinte, Suge abriu um clube noturno privativo em Las Vegas, chamado Club 662. o nome do clube se deve ao fato de que os números 662 são os números do teclado telefônico usados para soletrar o nome da gangue de Knight, “MOB” (Mob Piru Bloods). Em 1995 ele entrou em conflito com a ativista de direitos civis C. Deloris Tucker, cujas críticas à Death Row pela “glamurização do estilo de vida criminoso” ajudaram a afundar um lucrativo contrato com a Time Warner.

#### A entrada de 2Pac para a Death Row
Somando-se a tudo isso, a antiga rixa de Suge Knight com o empresário multimilionário da Costa Leste e dono da Bad Boy Records Sean Combs se inflamou quando Knight o insultou publicamente no Source Awards ’95. Notório crítico do hábito de Combs de fazer participações indesejáveis nas canções dos artistas da sua gravadora e de aparecer em seus vídeos, Knight disse à audiência do Source Awards ’95, composta de artistas e figuras da industria musical “Se alguém aqui quer ser uma estrela e se manter como uma estrela, sem ter que se incomodar com o produtor executivo querendo dar pitacos em todas as músicas e aparecer em todos os vídeos dançando, então venha para a Death Row.”
No mesmo ano, Knight ofereceu pagar uma fiança milionária para Tupac Shakur, se o rapper, então com problemas legais, concordasse em assinar um contrato com a Death Row. Shakur concordou, assim abrindo caminho para seu álbum “All Eyez on Me” e os hits “California Love” e “How Do U Want It”. Shakur ajudou a Death Row a se manter no topo de um mercado que já estava se voltando mais uma vez em direção à Costa Leste, que havia desenvolvido seu próprio estilo de “Hardcore Hip Hop, que se distinguia do Gangsta Rap feito na Costa Oeste e no sul do país.

#### A perda de Dr. Dre e Tupac
Todavia, o selo sofreu um duro golpe quando Dr.Dre, frustrado com a reputação “bandida” da gravadora e com as tendências violentas de Knight, decidiu deixar a Death Row e formar sua própria companhia. Uma série de canções ofendendo Dr.Dre se seguiram, mas a situação tomou rumos trágicos em setembro de 1996, quando Shakur, que estava no banco do passageiro de um carro dirigido por Knight, foi assassinado a tiros em um atentado em Las Vegas. Quando o rival nova-iorquino de Tupac Shakur, Notorious B.I.G. foi assassinado em Los Angeles de forma similar, em março de 1997, as especulações eram de que Knight estava envolvido em sua morte e que o assassinato de B.I.G. foi uma retaliação.
Alguns ex-artistas da Death Row como Snoop Dogg mais tarde, declarariam que Knight estava envolvido tanto na morte de B.I.G. quanto no assassinato de Tupac Shakur, apesar das escoriações de Knight, causadas na noite da morte de Shakur. Investigações subseqüentes expuseram uma rede de conexões entre a gravadora Death Row Records, membros de gangue que trabalharam para a companhia e policiais da área de Los Angeles que algumas vezes trabalharam como seguranças para membros da companhia e para artistas do selo durante horas de folga, mas até hoje, os assassinatos de ambos os rappers permanecem sem solução.

#### O fim da Death Row
Dez anos depois, Suge Knight requereu falência devido a litígios civis contra ele nos quais Lydia Harris dizia ter sido lesada em 50% das ações da Death Row Records. Antes do litígio, Knight tinha sido intimado a pagar 107 milhões de Dólares a Harris. Quando questionado por credores, ele negou ter dinheiro depositado em paraísos fiscais ou em uma empresa africana que lida com diamantes e ouro. Os documentos de sua declaração de falência mostravam que Knight não havia adquirido dinheiro de aplicações ou negócios durante todo o ano.
Em sua conta bancária havia apenas onze dólares, e ele possuía peças de vestuário no valor de US$ 1,000, moveis e utensílios avaliados em US$ 2,000 e jóias que valiam mais de 25,000, de acordo com os registros. Ele declarou que a última vez que ele conferiu as finanças da companhia foi há pelo menos dez anos atrás. O advogado de Knight disse que seu cliente continuava “no leme da Death Row” e que estava trabalhando para conseguir contratos de distribuição para a sua companhia. Knight declarou também que conseguiu um acordo com Lydia Harris: “Eu consegui um acordo de um milhão e coloquei um ponto final nisto.” Harris disse aos repórteres que recebeu um milhão como pagamento, mas não concordou a aceitar os termos. “Eu estou dizendo, eu não faço um acordo por um milhão. Isso é ridículo. Vamos ser sinceros.”
Knight não compareceu a uma audiência com seus credores após ter se ferido em um acidente de motocicleta. Suge faltou em mais uma audiência com seus credores, pelo motivo alegado de uma morte em sua família. Finalmente, a juíza federal Ellen Carroll ordenou um confisco de bens sobre a Death Row Records de Suge Knight, alegando que a companhia passou por um longo período de desmazelo. Ela comentou que “aparentemente não havia ninguém ‘no leme’ da Death Row.” Knight recorreu à Lei de Proteção à Falência, que permite que uma empresa continue seus negócios enquanto se reestrutura. A Death Row era operada por um sócio de Knight enquanto ele supervisionava suas propriedades como um devedor em posse.
Recentemente ele esteve envolvido em mais uma contenda com seu ex-amigo e ex-associado da Death Row Snoop Dogg, após Snoop tê-lo desrespeitado em uma entrevista para a revista “Rolling Stone”. Suge respondeu no site Pagesix.com dizendo que Snoop Dogg é um “rato” e um “bebê chorão”, acusando-o de fugir de “brigas de verdade” e de não ter cumprido sua pena graças a suas relações amigáveis com a policia.
Em junho de 2007, ele colocou sua casa – com sete quartos e nove banheiros – em Malibu à venda por seis milhões e quinhentos mil dólares, como parte de sua “renovação financeira”. A mansão foi finalmente vendida em dezembro de 2008 no tribunal de falência por 4.56 milhões de dólares.
Knight abriu um novo selo musical chamado Blackball Records, com seu primeiro artista, o rapper Young Life, que participou do seu novo reality show, chamado “Unfinished Business”. O programa de TV tem como objetivo afastar rumores antigos de Knight em entrevistas, falar sobre seus dias na Death Row e os artistas com os quais ele trabalhou e encontrar novos talentos para seu selo musical. Desde junho de 2008, o programa não foi contratado por nenhuma emissora de importância.

## Problemas com a justiça
Em 10 de maio de 2008, Knight esteve envolvido em uma briga envolvendo uma disputa monetária na porta de um clube noturno em Hollywood. Ele foi espancado por 3 minutos, levado para o hospital e não cooperou com a policia. Cerca de um mês depois, ele vendeu a Death Row Records para a companhia nova-iorquina Global Music Group, que confirmou a compra da companhia em uma declaração dada à agência de noticias Associated Press.
Em 27 de agosto, Knight foi preso sob acusação de posse de drogas e agressão física, após sair de um clube de strip perto do Las Vegas Strip. Quando a policia chegou, Knight estava espancando sua namorada, enquanto empunhava uma faca, e portava consigo ecstasy e diidrocodeína. Ele foi mais tarde liberado sob uma fiança de quase vinte mil dólares e foi intimado a aparecer no tribunal dia 26 de setembro para responder a essas acusações.  A namorada de Knight, Melissa Isaac, que foi intimada a testemunhar contra ele no caso de agressão física, está desaparecida desde então, levando a suspeitas de que Knight estaria envolvido em seu desaparecimento.  Desde o dia 31 de outubro de 2008 investigadores da policia e promotores públicos têm tentado, sem êxito, contatar a namorada de Knight, e nenhuma acusação formal contra ele pôde ser levada adiante desde então.
Em 5 de dezembro, Suge Knight foi eximido de todas as acusações: o porta-voz do Condado de Clark diz que a justiça rejeitou as acusações sem cerimônia em uma audição matinal. O advogado de Knight, David Chesnoff, disse que a acusação tinha “problemas com investigação e problemas com testemunhas.” A promotora pública Susan Benedict preferiu não se pronunciar.
Em janeiro de 2015, o produtor foi apontado como suspeito de uma colisão seguida de fuga que resultou na morte de uma pessoa perto de Los Angeles.
Knight foi acusado de assassinato, tentativa de assassinato e atropelamento com fuga.
Ele fugiu da cena de uma briga em janeiro de 2015, do lado de fora de uma lanchonete.
O empresário e Cle “Bone” Sloan, um consultor do filme “Straight Outta Compton”, uma cinebiografia do grupo NWA, se envolveram em uma troca de socos.
A confusão acabou com Knight atropelando outro homem, Terry Carter, que morreu. Knight chegou a alegar que estava agindo em legítima defesa e que ele fugia de rivais armados. Sloan negou que estivesse com algum armamento. Na audiência de quinta-feira, Knight apenas disse não contestar as palavras do juiz, e sua sentença passa a valer em 4 de outubro.